# Svay Rieng (ville)
Svay Rieng est une ville du sud est cambodgien, chef-lieu de la province du même nom, située à 125 kilomètres de Phnom Penh et 60 km d’Hô Chi Minh-Ville.
La ville a su profiter de sa proximité avec la frontière vietnamienne – le poste de douane de Bavet n’est qu’à 43 km – pour devenir une étape importante sur la nationale 1 qui relie la capitale cambodgienne à Hô Chi Minh-Ville et qui est l’axe routier le plus encombré de tout le Cambodge. Elle est également prisée des voyageurs pour les aires de détente qu’offrent les marais issus des méandres de la rivière Waiko toute proche.
La ville accueille également une université créée par un décret du 27 mai 2005 et inaugurée le 25 janvier 2008. En 2013, elle dispensait à quelque 1 800 étudiants un enseignement dans une dizaine de domaines, allant de l’économie à l’agronomie en passant par le développement rural,.